# Jos Esterbecq
Josephina (Jos) Isabella Catharina Stas-Esterbecq (Antwerpen, 25 augustus 1883 - Deurne, 4 mei 1966) was een Belgische bestuurder en politica voor de BWP en diens opvolger BSP.

## Levensloop
Esterbecq was een pionier van de socialistische vrouwenbeweging en de stichtster van de beweging in de regio Antwerpen. Tijdens de Eerste Wereldoorlog verbleef ze als vluchtelinge met haar ouders te Engeland. Na de oorlog keerde ze terug naar België en werd ze vanaf 1919 actief bij de Socialistische Vrouwen (SV) als propagandiste, daarnaast schreef ze bijdrages voor de vrouwenbijlage van de Volksgazet en was ze actief voor de Antwerpse Kinderwerken.
Op 24 april 1921 werd ze verkozen tot gemeenteraadslid te Berchem en in 1922 werd ze aangesteld als secretaris van de SV Antwerpen. In 1928 stichtte ze de Antwerpse Kindervakanties en in 1929 werd ze verkozen als provincieraadslid voor de provincie Antwerpen. Tevens had ze de leiding over het Centraal Comité der Socialistische Kinderwerken (CCSK) binnen de Socialistische Vooruitziende Vrouwen (SVV) , opgericht in navolging van de Wet op het Nationaal Werk voor Kinderwelzijn (NWK) uit 1919. Op 7 februari 1934 werd onder haar supervisie een Antwerpse afdeling van de SVV opgericht in de regio Antwerpen. Het voorzitterschap werd toegewezen aan Flora Kind (kort daarop opgevolgd door Miry Oznowicz), zelf leidde ze het daaraan verbonden Vrouwen Aktiekomiteit, een mandaat dat ze uitoefende tot 1956.